# Fundació Ared
La Fundació Ared és una entitat que des del 1994 treballa per la integració social i laboral de persones en situació d'exclusió social, principalment dones procedents de centres penitenciaris i de serveis socials.
L'entitat va començar el 1994 a Wad-Ras amb un petit taller de confecció impulsat per cinc dones i el suport de la monitora de confecció María Teresa Rodríguez García, dissenyadora i patronista.
El 2011 l'entitat havia ajudat a més de 1500 dones, la majoria procedents de centres penitenciaris però també procedents dels serveis socials. La inserció d'aquestes persones va ser del 60%. Per facilitar la inserció l'entitat va crear l'empresa Salta Empresa d'Inserció que treballa en els àmbits de la confecció, l'artesania i el càtering.
El 2011 va rebre el Premi Mercè Consesa a la Millor Iniciativa Solidària de el Periódico i la Cruz de Plata de la Orden Civil de la solidaridad Social del Ministeri de sanitat, Política Social i Igualtat.
Durant el 2018 van atendre 1200 persones, el 62% dones. El 2019 van crear la marca de moda laboral Aredtextil amb cinc col·leccions creades per les persones formades als cursos de l'entitat. Aquesta marca es va presentar a la 080 Barcelona Fashion.
L'entitat va ser guardonada amb la Creu de Sant Jordi l'any 2019 "per la seva valuosa tasca en la promoció de l'accés a la plena ciutadania d'aquestes persones, i pel treball continuat de sensibilització a les institucions i al conjunt de la societat".